# Джуліано-ді-Рома
Джуліано-ді-Рома (італ. Giuliano di Roma) — муніципалітет в Італії, у регіоні Лаціо,  провінція Фрозіноне.
Джуліано-ді-Рома розташоване на відстані близько 80 км на південний схід від Рима, 13 км на південний захід від Фрозіноне.
Населення — 2405 осіб (2014).
Щорічний фестиваль відбувається останньої неділі серпня. Покровитель — святий Власій.

## Демографія
Населення за роками:

Станом на 1 січня 2023 року в муніципалітеті офіційно проживав 81 іноземець з 11 країн, серед них 35 громадян країн Євросоюзу та 2 громадяни України.

## Сусідні муніципалітети
- Чеккано
- Маенца
- Патрика
- Просседі
- Супіно
- Вілла-Санто-Стефано